# Terra eco
Terra eco est un ancien bimédia composé d'un magazine mensuel français et d'un quotidien électronique, terraeco.net.
Publié chaque mois, en version papier, et chaque jour sur Internet, il se fixe pour objectif de mettre l'économie et les enjeux du développement durable à la portée de tous et de replacer l'humain et l'environnement au cœur de l'économie. Terra eco traite des trois piliers du développement durable : économique, social et environnemental[réf. nécessaire].
En juin 2015, le magazine est placé en redressement judiciaire, avant la liquidation en mars 2016.

## Histoire

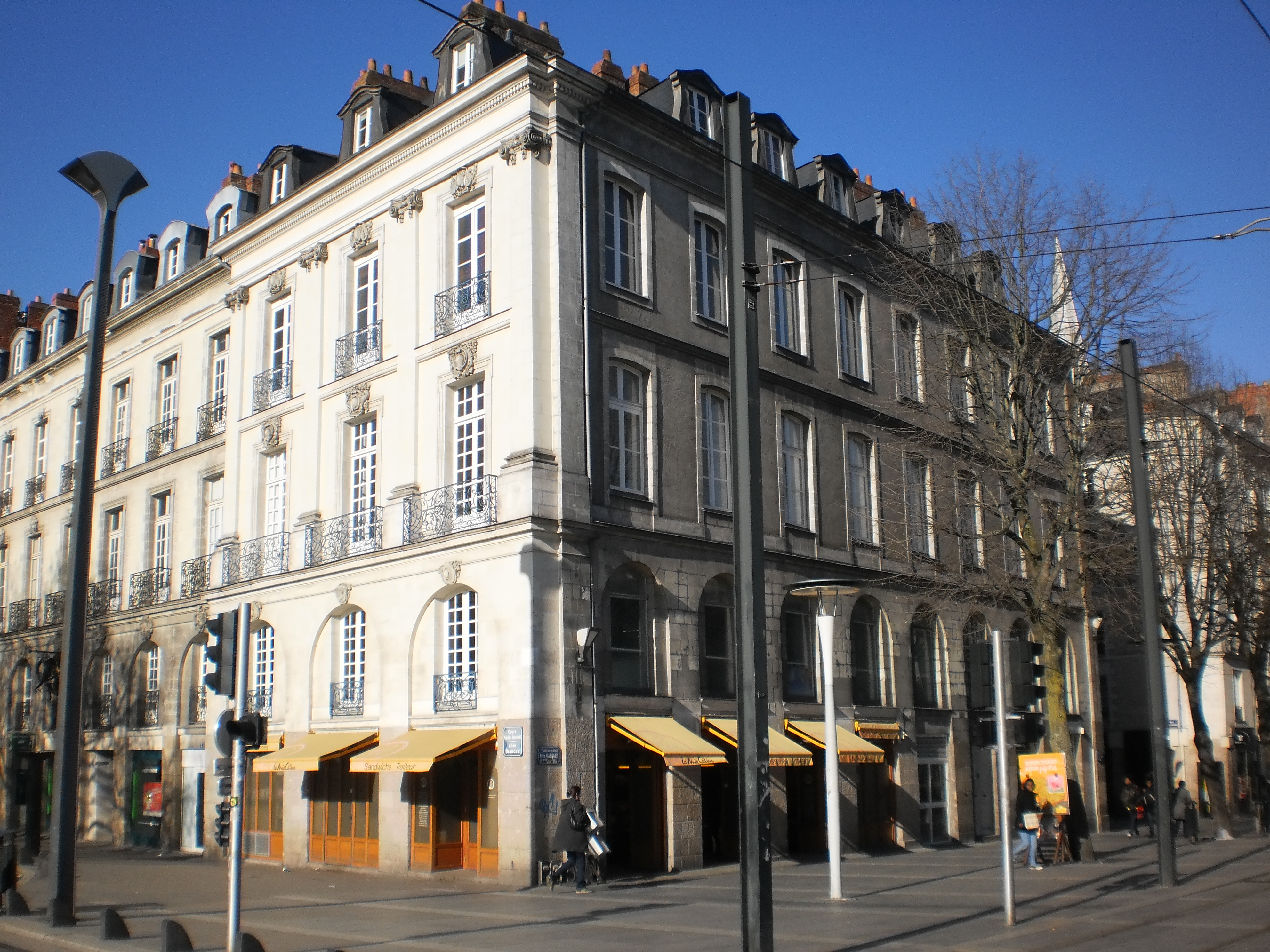
Les anciens locaux de Terra eco au numéro 1 de l'allée Cassard, sur le bas du cours des 50-Otages, à Nantes.

### Lancement
À l'origine hebdomadaire, le magazine est fondé le 5 janvier 2004 par trois associés : Walter Bouvais, journaliste économique ; Matthieu Olivier, responsable de régie publicitaire ; Grégory Fabre, spécialiste du logiciel libre. La rédaction, composée d’une trentaine de journalistes professionnels indépendants contribuant de manière occasionnelle, est dirigée par Walter Bouvais. Le journal est publié conjointement en version électronique et papier et s'intitule à sa création Terra Economica. Les trois cofondateurs sont rejoints quelques mois plus tard par David Solon, journaliste financier.

### Développement
Il est renommé Terra eco pour le lancement de sa nouvelle formule le 2 mars 2009. Il est alors diffusé par abonnement et en kiosques partout en France. Terra eco est une formule revisitée et augmentée, avec une pagination de 84 pages. Il est imprimé sur papier recyclé à 60 %.

### Crise et appel au financement
En septembre 2014, dix ans après son lancement, Terra eco lance un appel à l'aide sur Internet et dans les médias, avant de titrer en couverture de son numéro d'octobre : « Sauvez Terra eco ». Faisant face aux difficultés chroniques du secteur de la presse, à des faiblesses financières structurelles, Terra eco est menacé de disparition et décide de mobiliser l'ensemble de ses lecteurs, interlocuteurs et investisseurs via un appel à souscriptions de 500 000 €. Plus des deux tiers des fonds et près de 2 000 abonnés supplémentaires ont été gagnés en un mois, à la suite de la mobilisation de lecteurs, de donateurs et d'investisseurs. Cette opération de financement permet d'éviter la fermeture de la rédaction et la perte de 21 emplois directs et indirects, dont six postes fixes de journalistes. 
Le journal compte alors 15 000 abonnés (Web et papier) et 300 000 lecteurs.

### Fermeture et reprise
Le 10 mars 2016, Terra eco est mis en liquidation judiciaire et le site ferme le 30 mars 2016.
Le 23 juin 2016, l'Association des amis de Terra eco est retenue par le tribunal de commerce de Nantes avec l'engagement de reprise de 6 à 8 salariés sur les 15 que comptait le magazine, face à l'offre de reprise de la coopérative de journalistes Channel agence de presse.
Le 7 mars 2017, l’Association des amis de Terra eco annonce qu’elle « interrompt le projet de relance du média sous sa forme actuelle » tout en cherchant comment continuer à œuvrer pour « la transition sociétale, le renouveau démocratique et la révolution économique ».

## Ligne éditoriale
Son but est d'expliquer simplement les grands enjeux économiques et du développement durable, par la présentation de dossiers souvent en décalage avec les standards de la presse économique traditionnelle (Climat : 10 raisons d'espérer, La nature a-t-elle un prix ?, Quel avenir pour l'automobile ?, Le palmarès des plus petites fortunes de France, Bourse, quand les entreprises coupent le cordon, Vendeurs de délocalisations...)
Le manifeste d'octobre 2014 appelant à une opération de refinancement rappelle la ligne éditoriale du magazine : un journalisme indépendant, reposant sur une communauté de lecteurs, à rebours de l’immédiateté, privilégiant « l’approfondissement de l’information plutôt que son accumulation » soucieux de « donner la parole à ceux qui l’ont perdue et de questionner ceux qui la confisquent », qui rend compte des initiatives citoyennes créatives et pratiques rompant avec le modèle traditionnel néolibéral promouvant la recherche de la croissance économique
[source insuffisante].